# Liste der Bodendenkmäler in Oberpleichfeld
Auf dieser Seite sind die Bodendenkmäler in der unterfränkischen Gemeinde Oberpleichfeld zusammengestellt. Diese Tabelle ist eine Teilliste der Liste der Bodendenkmäler in Bayern. Grundlage ist die Bayerische Denkmalliste, die auf Basis des Bayerischen Denkmalschutzgesetzes vom 1. Oktober 1973 erstmals erstellt wurde und seither durch das Bayerische Landesamt für Denkmalpflege geführt wird. Die folgenden Angaben ersetzen nicht die rechtsverbindliche Auskunft der Denkmalschutzbehörde.

## Bodendenkmäler der Gemeinde Oberpleichfeld

### Gemarkung Oberpleichfeld
| Lage                      | Objekt | Akten-Nr.     | Bild |
| ------------------------- | --- | ------------- | ---- |
| Oberpleichfeld (Standort) | Siedlung des Neolithikums, der Hallstattzeit, der Spätlatènezeit, der römischen Kaiserzeit und des frühen Mittelalters.                       | D-6-6126-0049 |      |
| Oberpleichfeld (Standort) | Siedlung des Neolithikums, der frühen und jüngeren Latènezeit und der römischen Kaiserzeit.                                                   | D-6-6126-0050 |      |
| Oberpleichfeld (Standort) | Siedlung der Linearbandkeramik, der Hallstattzeit und der Latènezeit.                                                                         | D-6-6126-0051 |      |
| Oberpleichfeld (Standort) | Siedlung des Altneolithikums, des Jungneolithikums, der Hallstattzeit, der Latènezeit und der römischen Kaiserzeit.                           | D-6-6126-0052 |      |
| Oberpleichfeld (Standort) | Vorgeschichtliche Siedlung und Körpergräber vor- und frühgeschichtlicher Zeitstellung.                                                        | D-6-6126-0053 |      |
| Oberpleichfeld (Standort) | Körpergräber des späten Mittelalters. | D-6-6126-0054 |      |
| Oberpleichfeld (Standort) | Siedlung des Neolithikums. | D-6-6126-0055 |      |
| Oberpleichfeld (Standort) | Brandgräber und Körpergräber der Hallstattzeit.                                                                                               | D-6-6126-0056 |      |
| Oberpleichfeld (Standort) | Siedlung vor- und frühgeschichtlicher Zeitstellung.                                                                                           | D-6-6126-0104 |      |
| Oberpleichfeld (Standort) | Siedlung der Bronzezeit. | D-6-6126-0105 |      |
| Oberpleichfeld (Standort) | Siedlung vorgeschichtlicher Zeitstellung. | D-6-6126-0169 |      |
| Oberpleichfeld (Standort) | Siedlung der Linearbandkeramik. | D-6-6126-0184 |      |
| Oberpleichfeld (Standort) | Siedlung vor- und frühgeschichtlicher Zeitstellung.                                                                                           | D-6-6126-0190 |      |
| Oberpleichfeld (Standort) | Siedlung der Linearbandkeramik, der späten Hallstattzeit und der frühen Latènezeit sowie der jüngeren Latènezeit.                             | D-6-6126-0206 |      |
| Oberpleichfeld (Standort) | Siedlung vorgeschichtlicher Zeitstellung. | D-6-6126-0234 |      |
| Oberpleichfeld (Standort) | Archäologische Befunde im Bereich der mittelalterlichen und frühneuzeitlichen Katholischen Pfarrkirche St. Peter und Paul von Oberpleichfeld. | D-6-6126-0263 |      |